# Rock Nation
Rock Nation was een televisieprogramma, uitgezonden op RTL 5, waarin Edwin Jansen en Dennis Weening met twintig muzikanten een rockband wilden formeren. Het programma begon op 7 september 2008 en is op 26 oktober 2008 geëindigd. Uit het programma kwam de band Stereo voort waarvan er meerdere singles in de hitlijsten terechtkwamen. Op 25 januari 2011 maakte de band bekend te stoppen. Voiceover van het programma was Radio 538-dj Mark Labrand.

## Discografie van Stereo

### Albums
| Album met eventuele hitnotering(en) in de Nederlandse Album Top 100 | Datum van verschijnen | Datum van binnenkomst | Hoogste positie | Aantal weken | Opmerkingen |
| ------------------------------------------------------------------- | --------------------- | --------------------- | --------------- | ------------ | ----------- |
| Monogamy                                                            | 19-06-2009            | 27-06-2009            | 14              | 8            |             |

### Singles
| Single met eventuele hitnotering(en) in de Nederlandse Top 40 | Datum van verschijnen | Datum van binnenkomst | Hoogste positie | Aantal weken | Opmerkingen                           |
| ------------------------------------------------------------- | --------------------- | --------------------- | --------------- | ------------ | ------------------------------------- |
| Unexpected                                                    | 2008                  | 20-12-2008            | 36              | 3            | #3 in de Single Top 100               |
| Last forever                                                  | 2009                  | 06-06-2009            | 10              | 9            | #6 in de Single Top 100 / Alarmschijf |
| Still here                                                    | 2009                  | 24-10-2009            | 29              | 6            | Alarmschijf                           |
| Do ya                                                         | 2010                  | 06-02-2010            | tip5            | -            |                                       |
| Don't stop the night                                          | 2010                  | 06-11-2010            | tip12           | -            |                                       |